# Bathycongrus trimaculatus
Bathycongrus trimaculatus és una espècie de peix pertanyent a la família dels còngrids.

## Descripció
- Pot arribar a fer 16,1 cm de llargària màxima.
- Nombre de vèrtebres: 117-119.
- 203-221 radis tous a l'aleta dorsal.
- 164-177 radis tous a l'aleta anal.
- Estómac i intestins de color negre.[1]

## Hàbitat
És un peix marí, batidemersal i de clima tropical (9°S-22°S, 159°E-178°W) que viu entre 357 i 550 m de fondària.

## Distribució geogràfica
Es troba al Pacífic sud-occidental: Salomó, Fiji i Nova Caledònia.

## Observacions
És inofensiu per als humans.